# Agathia minuta
Agathia minuta là một loài bướm đêm trong họ Geometridae.